# Вентспилс
Ве́нтспилс (на латвийски: Ventspils) е град (от 18 март 1625 г.) в Латвия на брега на Балтийско море, разположен на устието на река Вента. Намира се северно от Лиепая и западно от Рига. Населението му е 44 хил. жители (2005).
Основан през 13 век от Ливонския орден (Ливонските братя по меч). Добре реставрирана е старата част на града; достъпна е бреговата ивица до Лиепая.
Незамръзващото пристанище е важно звено в износа на руски нефт и каменни въглища чрез Балтийско море.
Висше образование:
- Вентспилско висше училище,
- Вентспилски филиал на Рижкия технически университет,
- Балтийско-руски институт,
- Вентспилски филиал на Висшето училище по педагогика и управление на образованието,
- Колеж по счетоводство и финанси.

Спорт:
- Футболен клуб „Вентспилс“ – шампион на Латвия (2006).
- Баскетболен клуб „Вентспилс“ – шампион на Латвия (1999/00, 2000/01, 2001/02, 2002/03, 2003/04, 2004/05, 2005/06).